# Bernardo Schiavetta
Bernardo Schiavetta (Córdoba, Argentina, 1948) es un poeta y escritor argentino radicado en Francia.

## Biografía
Escritor, traductor y editor franco-argentino. Escribe poesía y narrativa en español y poesía y ensayos en francés y español. Radicado en Francia desde 1971, ha editado y codirigido hasta 2009 dos revistas anuales franco-estadounidenses de investigación y de creación literarias, ambas centradas en la problemática de las formas: primero, en 1997, Formules, Revue des créations formelles et des littératures à contraintes, fundada en colaboración con Jan Baetens, y luego, paralelamente, FPC, Formes poétiques contemporaines fundada con Jean-Jacques Thomas en 2003. Esas dos revistas, editadas por las PUNM (New Orleans), son publicaciones de la cátedra Melodia E. Jones Archivado el 2 de febrero de 2014 en Wayback Machine. de la State University of New York (SUNY at Buffalo). Formules y FPC fueron editadas hasta el año 2009 bajo el sello franco-argentino Reflet de Lettres, organización sin ánimo de lucro que patrocina coediciones con editoras comerciales de referencia en Suiza, Bélgica, Francia, y Argentina; así, a partir del año 2017, en coedición de Reflet de Lettres / Audisea (París – Buenos Aires) Bernardo Schiavetta ha creado junto con Ricardo H. Herrera, director de la revista argentina Hablar de poesía (fundada en 1999), la colección de libros Cuadernos de Hablar de poesía, especializada en libros de ensayos de teoría y crítica poéticas así como en traducciones de poesía extranjera al español y también en la edición de creaciones de poetas argentinos contemporáneos.

## Obra poética
El culturalismo, la metapoesía y la experimentación formal son los rasgos más frecuentemente retenidos por la crítica al comentar la obra poética de Bernardo Schiavetta, aunque no siempre se la haya hecho de manera positiva, sobre todo durante la polémica 
suscitada en España por la atribución del prestigioso Premio Loewe a su libro Fórmulas para Cratilo en 1990. Este último es el poemario más conocido de Schiavetta y el más citado en las antologías.

## Premios
- Premio La Nación de cuento [compartido con Alberto Manguel], Buenos Aires, 1971.
- Premio Gules, Valencia (España), 1983.
- Premio Internacional de Poesía Fundación Loewe, Madrid, 1990.
- Premio Barcarola, Albacete (España), 1994.
- El Prix International de poésie Antonio Viccaro 2017 (Festival de Trois-Rivières, Canadá) fue otorgado al libro de María Rosa Lojo En attendant le matin vert / Esperan la mañana verde, Reflet de Lettres, Paris, 2015, traducción al francés de Bernardo Schiavetta y Cristina Madero.

## Obras
Poesía
- Diálogo (Valencia, Prometeo, l983) Premio Gules 1983
- Fórmulas para Cratilo (Madrid, Visor, l990) Premio Loewe 1990
- Espejos (Madrid, Fundación Loewe [fuera de comercio], 1990).
- Entrelíneas (Córdoba, Argentina, Alción, 1992).
- Con mudo acento (Albacete, Barcarola, 1996). Premio Barcarola 1996.
- Texto de Penélope, diálogos con Didier Coste (Córdoba, Argentina, Alción, 1999).

Narrativa
- «Gregorio Ruedas» (en Manguel, A., Antología de Literatura Fantástica Argentina del Siglo XX, Buenos Aires, Kapelusz, 1973).

Ensayo
- Le goût de la forme en littérature, Noésis, París, 2001.
- Ser clásico hoy, ensayos sobre la obra de Ricardo H. Herrera, Alción, Córdoba. 2016.
- Borges como símbolo, Audisea, Buenos Aires, 2017.

Inclusiones en antologías poéticas (selección)
- Typoésie, anthologie de la poésie typographique (éd. Jerôme Peignot, París, Imprimerie nationale, 1993).
- Az irodalom új múfajai [Nuevos géneros literarios] (ed. Nagy Pál,  ELTE BTK / Magyar Múhely, Budapest, 1995).
- La Poesía Plural (ed. Luis Antonio de Villena, Madrid, Visor, 1998).
- Córdoba poética siglo XX (ed. Juan Antonio Ahumada, Córdoba (Arg.), Ediciones del Fundador, 1998).
- Los Senderos y el Bosque ( ed. Luis Antonio de Villena, Madrid, Visor, 2008).
- 200 Años de Poesía Argentina (ed. Jorge Monteleone, Alfaguara, Buenos Aires, 2010).
- Sextinas, pasado y presente de una forma poética (éd. Chus Arellano, Jesús Munárriz,  Sofía Rhei, Madrid, Hiperión, 2011).